# Grisén
Grisén es un municipio de español, en la provincia de Zaragoza, comunidad autónoma de Aragón. El 10 de febrero de 1965 ocurrió La Catástrofe ferroviaria de Grisén.

## Demografía
Grisén cuenta con una población de 632 habitantes (INE 2024).
| Gráfica de evolución demográfica de Grisén entre 1842 y 2021                                                        |
| |
| Población de derecho según los censos de población del INE Población de hecho según los censos de población del INE |

## Administración y política
| Legislatura | Periodo   | Alcalde                                | Partido      |  |
| ----------- | --------- | -------------------------------------- | ------------ |  |
| I           | 1979-1983 | Juan Fuentes Tejero                    | Ind.         |  |
| II          | 1983-1987 | Antonio Sebastián Terrer               | PSOE-Aragón  |  |
| III         | 1987-1991 | Antonio Sebastián Terrer               | PSOE-Aragón  |  |
| IV          | 1991-1995 | Antonio Sebastián Terrer               | PSOE-Aragón  |  |
| V           | 1995-1999 | Antonio Sebastián Terrer               | PSOE-Aragón  |  |
| VI          | 1999-2003 | Félix Bernardo Alegre Lahoz            | PSOE-Aragón  |  |
| VII         | 2003-2007 | Félix Bernardo Alegre Lahoz            | PSOE-Aragón  |  |
| VIII        | 2007-2011 | Félix Bernardo Alegre Lahoz            | PSOE-Aragón  |  |
| IX          | 2011-2015 | Juan de Todos los Santos Millán Garcés | PP de Aragón |  |
| X           | 2015-2019 | Octavio Gaspar Castillo                | PSOE-Aragón  |  |
| XI          | 2019-2020 | Octavio Gaspar Castillo                | PSOE-Aragón  |  |
| XI          | 2020-2023 | Marcos Lahoz Amo                       | PSOE-Aragón  |  |
| XII         | 2023-2027 | Marcos Lahoz Amo                       | PSOE-Aragón  |  |

| Partido político    | Partido político                                    | 1979   | 1983   | 1987   | 1991   | 1995   | 1999   | 2003   | 2007   | 2011   | 2015   | 2019   | 2023   |
| Partido político    | Partido político                                    | Ediles | Ediles | Ediles | Ediles | Ediles | Ediles | Ediles | Ediles | Ediles | Ediles | Ediles | Ediles |
|                     | Independientes                                      | 7      | —      | —      | —      | —      | —      | —      | —      | —      | —      | —      | —      |
|                     | Partido de los Socialistas de Aragón (PSOE-Aragón)  | —      | 5      | 4      | 5      | 4      | 5      | 5      | 6      | 3      | 4      | 5      | 5      |
|                     | Partido Aragonés (PAR)                              | —      | —      | 3      | 2      | 1      | 0      | 0      | —      | 0      | —      | —      | —      |
|                     | Alianza Popular (AP)-Partido Popular de Aragón (PP) | —      | 2      | —      | —      | 2      | 2      | 2      | 0      | 4      | 3      | 2      | 2      |
|                     | Izquierda Unida (IU)                                | —      | —      | —      | —      | —      | 0      | —      | —      | —      | —      | —      | —      |
|                     | Federación de los Independientes de Aragón (FIA)    | —      | —      | —      | —      | —      | —      | 1      | 0      | —      | —      | —      | —      |
|                     | Vox                                                 | —      | —      | —      | —      | —      | —      | —      | —      | —      | —      | —      | 0      |
| Total de concejales | Total de concejales                                 | 7      | 7      | 7      | 7      | 7      | 7      | 7      | 7      | 7      | 7      | 7      | 7      |

## Cultura

### Patrimonio

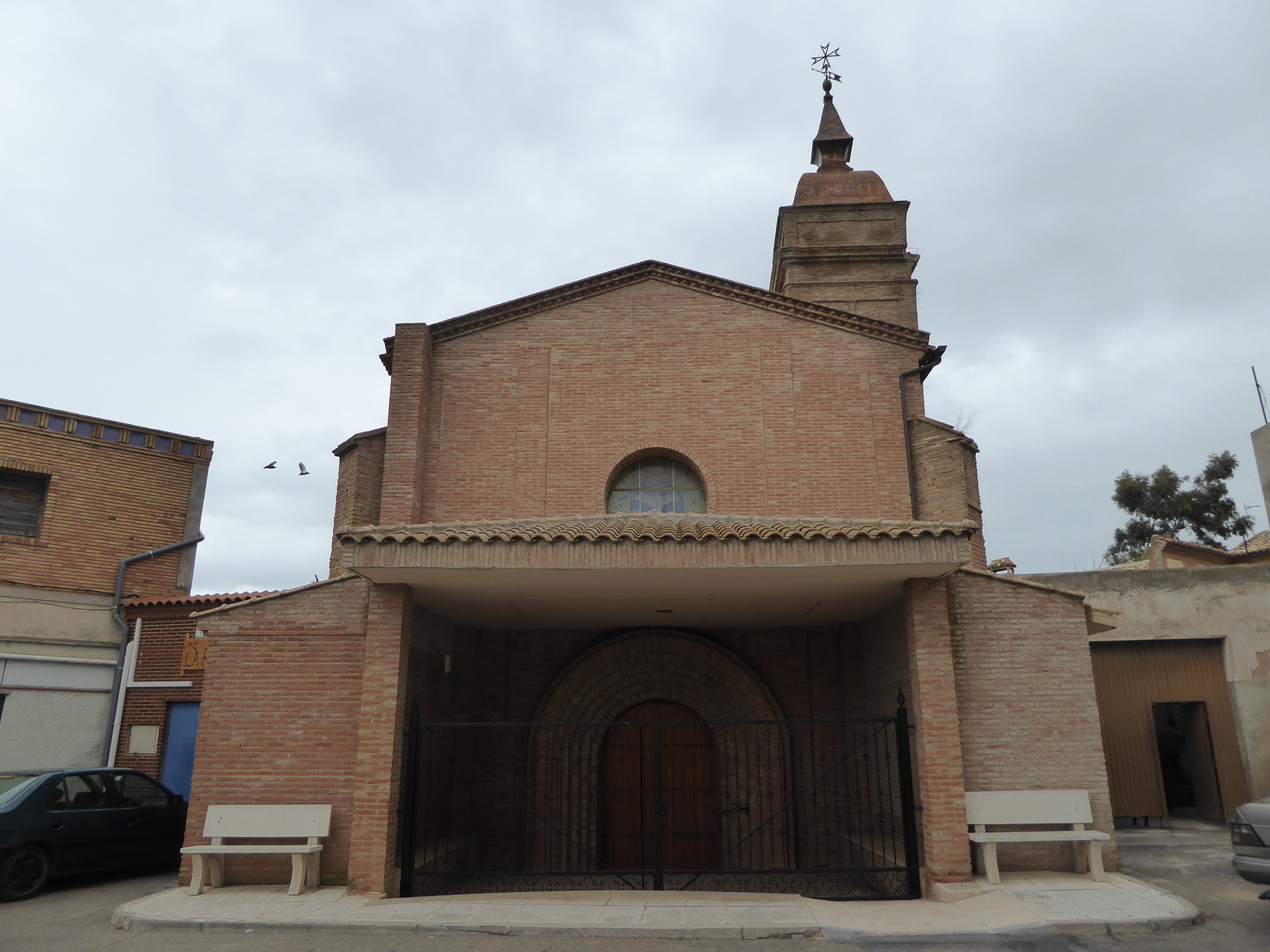
Iglesia de San Martín de Tours

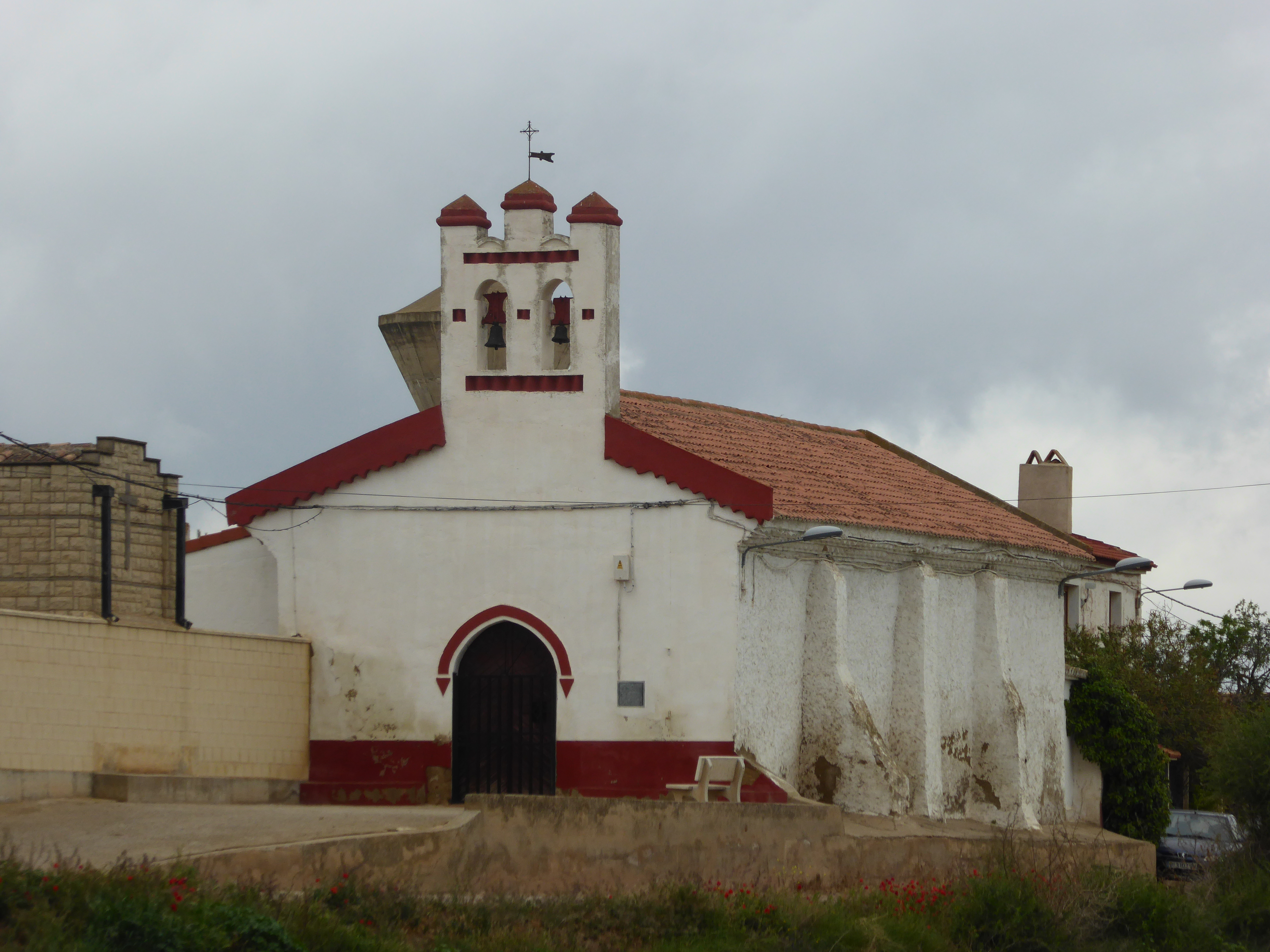
Ermita de San Miguel

- La Iglesia Parroquial de San Martín (mampostería y ladrillo)
- La Ermita de San Miguel
- Las Murallas de Grisén (siglo XVIII sobre las que encima va el Canal Imperial de Aragón para poder pasar el río Jalón)
- La estación de Grisén, inaugurada en 1863, por la Compañía de Ferrocarriles M.Z.A.

### Fiestas patronales
En noviembre se celebra la brispa de San Martín de Tours.